# 위구족
위구족(중국어: 裕固族 YùgùZú[*], 중국조선어: 유고족) 또는 유구르족(Yugur, 서부 유구르어: Yogïr/Sarïg Yogïr, 동부 유구르어: Yogor/Šera Yogor)은 중국에서 공식적으로 분류된 56개의 소수 민족 중의 하나이다. 2000년 인구조사에 따르면 13,719명이며, 대부분 간쑤성 쑤난 위구족 자치현에 살고 있다.

## 언어
위구족 중 4,600명 정도는 튀르크어족에 속하는 서부 유구르어, 2,800명 정도는 몽골어족에 속하는 동부 유구르어를 사용한다. 티베트어를 사용하는 유구르인도 있다. 나머지의 유구르족들은 이미 자신들의 언어를 잃고 한어를 사용하고 있다. 또한 동서 유구르어는 자체적인 문자가 없기 때문에 한자가 문서 기록용으로 사용된다.

## 역사
튀르크 어군에 속하는 서 유구르어를 사용하는 유구르족은 위구르 제국 붕괴 후, 몽골 고원에서 남하하여 감숙 지방으로 이주한 고대 위구르인 집단의 후예라고 추측된다. 이 무리들은 감숙의 땅에 오늘날의 하서회랑 중부의 장예 시를 수도로 삼아 감주 왕국(870-1036년)을 재건하여 빛을 발했다. 송나라 때 사서에 의하면, 감숙 왕국 인구는 30만 명에 이르며, 주민은 마니교나 불교를 믿고, 나라 안에 사원이 가득했다고 전한다. 그러나 1028년부터 1036년까지 계속된 격렬한 저항에도, 탕구트에 강제 편입되었다. 당시 카슈가르의 대학자 마흐뭇 카슈가리(Mahmut Kashgari)는 이 싸움으로 유구르의 피가 강처럼 흘렀다고 전했다.
한편 몽골어군에 속하는 동 유구르어를 사용하는 유구르족은 13세기에 중국 북부를 침략하던 몽골족의 후예라고 추측된다. 동 유구르는 1696년 결국 강희제의 치세에 청조에 편입되었다.

## 같이 보기
- 위구르 제국
- 중국의 소수민족